# Bangu Shopping
O Bangu Shopping é um centro comercial localizado no bairro de Bangu, na cidade do Rio de Janeiro, capital do estado brasileiro homônimo. Foi inaugurado no dia 30 outubro de 2007.
É servido por diversas âncoras, como as Lojas Americanas, C&A, O Amigão, Leader Magazine, Casa & Vídeo, Casas Bahia, Pontofrio, Cinesystem, Kalunga  e conta com a faculdade Unisuam.
O Shopping também conta com as melhores opções de gastronomia da região, entre elas: Outback, Oliva, Boteco do Manolo e Gigante Nordestino.
Localiza-se no terreno da antiga fábrica de tecidos (Fábrica Bangu), no qual foram feitas as filmagens de Olga.
O Shopping já participou da Hora do Planeta, campanha mundial idealizada pela organização WWF, juntamente com outros shoppings, onde realizaram ações como reduzir as luzes da fachada e as luzes internas, gerando uma economia de cerca de 472 kWs de energia.